# قائمة رؤساء المخابرات العامة (مصر)

## القائمة
| الرقم | الاسم                 | الفترة                                                           | الرئيس | ملاحظات |
| ----- | --------------------- | ---------------------------------------------------------------- | --- | --- |
| 1     | زكريا محيي الدين      | (1954 - 1956)                                                    | محمد نجيب (18 يونيو 1953 – 25 فبراير 1954) | شغل أيضاً منصب وزير الداخلية طوال مدة شغله منصب رئيس المخابرات العامة خلال الفترة (1954 – 1956).:ج1ص123 |
| 1     | زكريا محيي الدين      | (1954 - 1956)                                                    | جمال عبد الناصر (25 فبراير 1954 – 27 فبراير 1954) | شغل أيضاً منصب وزير الداخلية طوال مدة شغله منصب رئيس المخابرات العامة خلال الفترة (1954 – 1956).:ج1ص123 |
| 1     | زكريا محيي الدين      | (1954 - 1956)                                                    | محمد نجيب (27 فبراير 1954 – 14 نوفمبر 1954) | شغل أيضاً منصب وزير الداخلية طوال مدة شغله منصب رئيس المخابرات العامة خلال الفترة (1954 – 1956).:ج1ص123 |
| 1     | زكريا محيي الدين      | (1954 - 1956)                                                    | جمال عبد الناصر (14 نوفمبر 1954 – 9 يونيو 1967) | شغل أيضاً منصب وزير الداخلية طوال مدة شغله منصب رئيس المخابرات العامة خلال الفترة (1954 – 1956).:ج1ص123 |
| 2     | علي صبري              | (1956 - 1957)                                                    | :ج1ص123 | |
| 3     | صلاح نصر              | (مايو 1957 - أغسطس 1967)                                         | :ج1ص123:58:95:58:95:150:151 | |
| 3     | صلاح نصر              | (مايو 1957 - أغسطس 1967)                                         | :ج1ص123:58:95:58:95:150:151 | زكريا محيي الدين (9 يونيو 1967 – 11 يونيو 1967) |
| 3     | صلاح نصر              | (مايو 1957 - أغسطس 1967)                                         | :ج1ص123:58:95:58:95:150:151 | جمال عبد الناصر (11 يونيو 1967 – 28 سبتمبر 1970) |
| 4     | أمين هويدي            | (أغسطس 1967 "المشرف على الجهاز" - أبريل 1970)                    | شغل أيضاً منصب وزير الحربية بجانب إشرافه على المخابرات العامة خلال الفترة (أغسطس 1967- فبراير 1968)، ولم يصدر له قرار جمهوري بتولي رئاسة الجهاز.:ج1ص123:219 | |
| 5     | محمد حافظ إسماعيل     | (أبريل 1970 - نوفمبر 1970)                                       | :ج1ص123:36:37:149 | |
| 5     | محمد حافظ إسماعيل     | (أبريل 1970 - نوفمبر 1970)                                       | :ج1ص123:36:37:149 | محمد أنور السادات (28 سبتمبر 1970 – 6 أكتوبر 1981) |
| 6     | أحمد كامل             | (1970 - مايو 1971)                                               | :ج1ص123:8:61 | |
| 7     | أحمد إسماعيل علي      | (مايو 1971 - أكتوبر 1972)                                        | [ 1 ] [ 2 ] [ 4 ] | |
| *     | غير معروف             | (أكتوبر 1972 - مارس 1973)                                        | | |
| 8     | أحمد عبد السلام توفيق | (مارس 1973 - 1975)                                               | [ 1 ] [ 2 ] [ 4 ] | |
| 9     | كمال الدين حسن علي    | (1975 - 1978)                                                    | :247:7 | |
| 10    | محمد سعيد الماحي      | (1978 - 1981)                                                    | [ 1 ] [ 2 ] [ 4 ] [ 12 ] | |
| 11    | إبراهيم فؤاد نصار     | (1981 - 1983)                                                    | حسني مبارك (14 أكتوبر 1981 – 11 فبراير 2011) | [ 1 ] [ 2 ] [ 4 ] [ 13 ] |
| *     | غير معروف             | (1983 - 1986)                                                    | حسني مبارك (14 أكتوبر 1981 – 11 فبراير 2011) | تولى رفعت جبريل رئاسة هيئة الأمن القومي وهي أحد الهيئات التابعة لجهاز المخابرات العامة، وأحيل إلى المعاش وهو في منصب وكيل أول المخابرات العامة بناءً على طلبه بموجب قرار رئيس الجمهورية رقم 9 لسنة 1986. |
| 13    | أمين نمر              | (1986 - 1989)                                                    | حسني مبارك (14 أكتوبر 1981 – 11 فبراير 2011) | هناك خلاف بين المصادر حول نهاية فترته كرئيس للمخابرات العامة حيث نشرت جريدة الوقائع المصرية قرار للمخابرات العامة في مايو 1990 مذيل بتوقيع أمين محمود نمر كرئيس للجهاز. |
| 14    | عمر نجم               | (1989 - 1991)                                                    | حسني مبارك (14 أكتوبر 1981 – 11 فبراير 2011) | لا توجد مصادر موثوقة حول خلفية الشخصية أو تاريخها العسكري أو المدني. |
| 15    | نور الدين عفيفي       | (1992 - 1993)                                                    | حسني مبارك (14 أكتوبر 1981 – 11 فبراير 2011) | قد تكون فترة توليه رئاسة الجهاز خلال الفترة (1983 - 1986) أمراً مرجحاً، وذلك قبل أن يشغل منصب محافظ في عام 1986،"وهي فترة غير معلوم اسم رئيس الجهاز خلالها ولا توجد مصادر ترجح هذا الادعاء" نظراً للتالي: - تعارض الفترة الحالية لنور الدين عفيفي (1992 - 1993) مع تولي عمر سليمان رئاسة جهاز المخابرات العامة خلال الفترة (مارس 1991 - يناير 2011). - اتفاق الفترة (1983 - 1986) مع بداية تولي نور الدين عفيفي منصب محافظ في عام 1986. - اتفاق الفترة (1983 - 1986) مع افتراض شغله لمنصب حكومي ما بين خروجه من القوات المسلحة وتوليه منصب محافظ في عام 1986 حيث كان يشغل مدير إدارة الشرطة العسكرية خلال أحداث مايو 1971 (ومن غير المرجح أن يشغل منصب مدير إدارة الشرطة العسكرية لمدة قد تزيد عن 15 عام). |
| 16    | عمر سليمان            | (4 مارس 1991 - يناير 2011) أو (يناير 1993 - يناير 2011)          | حسني مبارك (14 أكتوبر 1981 – 11 فبراير 2011) | هناك خلاف بين المصادر حول بداية فترة عمر سليمان كرئيس للمخابرات العامة لعدة أسباب تتمثل في:- - بعض المصادر تذكر أنه بدأ رئاسته لجهاز المخابرات العامة في مارس 1991::334 - تلك الفترة تتعارض مع المصادر التي تذكر أن نور الدين عفيفي كان رئيساً لجهاز المخابرات العامة (1991 - 1993). - تلك الفترة تتعارض مع المصادر التي تذكر أن نور الدين عفيفي شغل منصب محافظ جنوب سيناء (13 يوليو 1986 - 19 أغسطس 1991) ومنصب محافظ البحيرة (20 أغسطس 1991 - 6 مايو 1992). - في نفس الوقت المصادر التي تذكر أن نور الدين عفيفي كان رئيساً للمخابرات العامة خلال الفترة (1991 - 1993) تتعارض مع المصادر التي تذكر أنه كان يشغل منصب محافظ على فترتين متصلتين (13 يوليو 1986 - 6 مايو 1992). - تلك الفترة تتفق مع المصادر التي تذكر أن عمر سليمان كان يشغل منصب مدير المخابرات الحربية (يوليو 1989 - مارس 1991) وأن محمد دسوقي الغاياتي خلفه كمدير للمخابرات الحربية في مارس 1991. - بعض المصادر تذكر أن عمر سليمان بدأ رئاسته لجهاز المخابرات العامة في 22 يناير 1993: - تلك الفترة تتفق مع المصادر التي تذكر أن نور الدين عفيفي انتهت رئاسته لجهاز المخابرات العامة سنة 1993 وأن عمر سليمان كان خلفه في المنصب.:9:334 أرجح الآراء هي: - في حالة شغل نور الدين عفيفي منصب رئيس جهاز المخابرات العامة قبل أن يبدأ فترته كمحافظ في عام 1986 - في تلك الحالة تكون بداية فترة عمر سليمان كرئيس لجهاز المخابرات العامة في 4 مارس 1991 كما ترجحها أغلب المصادر وكما ذكرها عمر سليمان نفسه في أقواله في تحقيقات قضائية، وهي الفترة التي تتفق مع إنهاء خدمته كمدير للمخابرات الحربية في مارس 1991. - قد تكون فترة نور الدين عفيفي كرئيس لجهاز المخابرات العامة هي (1983 - 1986) "وهي فترة غير معلوم اسم رئيس الجهاز خلالها ولا توجد مصادر ترجح هذا الادعاء"، ثم بدأ بعدها فترته كمحافظ في عام 1986 خاصة وأنه كان يشغل مدير إدارة الشرطة العسكرية خلال أحداث مايو 1971 مما يرجح بشكل كبير أنه لم يتولى منصب المحافظ مباشرة بعد خروجه من القوات المسلحة. - في حالة شغل نور الدين عفيفي منصب رئيس جهاز المخابرات العامة خلال الفترة (1992 - 1993) بعدما أنهى فترته كمحافظ في عام 1992 - الرأي الأول: أن عمر سليمان أنهى رئاسته للمخابرات الحربية في مارس 1991 ثم شغل منصب رئيس جهاز المخابرات العامة على فترتين منفصلتين من (1991 - 1992) ثم (1993 - 2011) كان بينهما فترة تولى خلالها نور الدين عفيفي رئاسة جهاز المخابرات العامة (1992 - 1993) ولكن في تلك الحالة ستكون سابقة الأولى من نوعها بأن يترك رئيس جهاز المخابرات العامة منصبه ثم يعود إليه مرة أخرى بعدما خلفه في المنصب شخص آخر. "لا توجد مصدر ترجح هذا الادعاء" - الرأي الثاني: أن عمر سليمان أنهى رئاسته للمخابرات الحربية في مارس 1991 ثم تولى رئاسة هيئة الأمن القومي التابعة لجهاز المخابرات العامة ثم تولى رئاسة جهاز المخابرات العامة في 22 يناير 1993 بعدما انتهت رئاسة نور الدين عفيفي لجهاز المخابرات العامة.:526 "مصدر وحيد وضعيف" |
| 17    | مراد موافي            | (يناير 2011 - أغسطس 2012)                                        | حسني مبارك (14 أكتوبر 1981 – 11 فبراير 2011) | [ 1 ] [ 2 ] [ 4 ] [ 32 ] [ 33 ] |
| 17    | مراد موافي            | (يناير 2011 - أغسطس 2012)                                        | محمد حسين طنطاوي (11 فبراير 2011 – 24 يونيو 2012) | [ 1 ] [ 2 ] [ 4 ] [ 32 ] [ 33 ] |
| 17    | مراد موافي            | (يناير 2011 - أغسطس 2012)                                        | محمد مرسي (24 يونيو 2012 – 3 يوليو 2013) | [ 1 ] [ 2 ] [ 4 ] [ 32 ] [ 33 ] |
| 18    | محمد رأفت شحاتة       | (أغسطس 2012 "قائم بالأعمال" سبتمبر 2012 "فعلياً" - يوليو 2013)    | [ 1 ] [ 2 ] [ 4 ] [ 34 ] [ 35 ] [ 36 ] [ 37 ] | |
| 19    | محمد فريد التهامي     | (يوليو 2013 - ديسمبر 2014)                                       | عدلي منصور (3 يوليو 2013 – 3 يونيو 2014) | [ 1 ] [ 2 ] [ 4 ] [ 38 ] [ 39 ] |
| 19    | محمد فريد التهامي     | (يوليو 2013 - ديسمبر 2014)                                       | عبد الفتاح السيسي (3 يونيو 2014 – الآن) | [ 1 ] [ 2 ] [ 4 ] [ 38 ] [ 39 ] |
| 20    | خالد فوزي             | (ديسمبر 2014 "قائم بالأعمال" - يناير 2018)                       | [ 1 ] [ 2 ] [ 4 ] [ 40 ] [ 41 ] | |
| 21    | عباس كامل             | (يناير 2018 "قائم بالأعمال" يونيو 2018 "فعلياً" - 16 أكتوبر 2024) | [ 42 ] [ 43 ] | |
| 22    | حسن محمود رشاد        | (16 أكتوبر 2024 - حتى الآن)                                      | [ 44 ] | |

## قائمة نواب رئيس المخابرات
طبقاً للمادة الثانية من القانون رقم 100 لسنة 1971 تكون المخابرات العامة من رئيس بدرجة وزير ونائب رئيس بدرجة نائب وزير وعدد من الوكلاء الأول والوكلاء وعدد كاف من الأفراد.
- ناصر فهمي (28 يونيو 2018 -).[46]
- محمد طارق عبد الغني سلام (21 ديسمبر 2014 -).[47]
- عبد الوهاب سيد أحمد محمد عبد العاطي.[48][49][50]
- محيي الدين مراد طه العارف (- أبريل 2007).[51][52][53][54][55]
- محمد رشاد جاب الله محمد الشهابي (- 1 يناير 2004).[56]
- فؤاد سعد الدين محمد سعد الدين (- 2 ديسمبر 1999).[57]
- عبد العزيز عز الدين أحمد سلامة (- 24 يوليو 1997).[58]
- صفوت شاكر السيد علي (- 16 يناير 1996).[59]
- محمد عبد السلام المحجوب إبراهيم (1992 - 3 أغسطس 1994).[31][60]:686
- عبد العزيز عبد الفتاح هندي (- 3 مارس 1991).[61]
- بهجت محمد عبد العزيز (- يوليو 1986).[62]
- محمد عبد الخالق شوقي (- أكتوبر 1978).[63]
- عزت إبراهيم سليمان.[64]
- عمر محمود علي.[65]
- منير محمد المهدي عبد الرازق.[66][67]
- محمد عبد الفتاح أحمد أبو الفضل الجيزاوي (1966 -).[31]:693[68][69]
- محمد طلعت محمد خيري (1958 -).[31]:680
- شعراوي محمد جمعة (1957 - 1961).[31]:346[70][71]
- عباس رضوان.[3]:ج2ص433
- صلاح الدين محمد نصر سيد أحمد النجومي (23 أكتوبر 1956 -).[6]:147[6]:150:151